# إذا كنت تبحث عن آيمي
«إذا كنت تبحث عن إيمي» أو «إف يو سيك إيمي» (بالإنجليزية: If U Seek Amy) هي أغنية للمغنية الأمريكية بريتني سبيرز، من ألبومها السادس سيرك. أصدرت تسجيلات جايف الأغنية كثالث أغنية منفردة من الألبوم في 10 مارس، 2009 وتم اختيارها بوساطة تصويت على صفحة سبيرز على الإنترنت.
أنتج الأغنية ماكس مارتن، وهو الذي أنتج أول ثلاث ألبومات لسبيرز. ووصف النقاد الأغنية بأغنية العودة لماكس. تتحدث الأغنية عن سبيرز وهي تبحث عن امرأة اسمها إيمي في ناد ليلي، ومع أن الكلمات تجعل البحث متعلقاً بالجنس، لكن في الحقيقة تتحدث الأغنية عن سبيرز وكيف المجتمع يلاحقها. والأغنية هي أغنية بوب مع استخدام الطبول وتأثيرات راقصة.
إستقبل النقاد الأغنية بشكل جيد، ووصفوها بالأغنية المهمة من الألبوم. أثارت الأغنية جدلاً كبيراً في الدول التي تتحدث باللغة الإنجليزية، بسبب التلاعب بكلمات عنوان الأغنية، فعندما تغني سبيرز جملة "If U Seek Amy" فتبدو تقول "F-U-C-K me" مما جعل الرقابة تخالف أو تقدم شكاوي ضد أي محطة راديو تذيع الأغنية على الراديو. نسخة معدلة من الأغنية بعنوان "If U See Amy" صدرت في عدة دول، أخذت الأغنية نجاحاً متواضعاً ووصلت قوائم أفضل 20 أغنية في أستراليا، كندا، إيرلندا، المملكة المتحدة، الولايات وعدة دول أوروبية. 
يبدأ الفيديو بتقليد ساخر لنشرة أخبار أمريكا، ثم ينتقل التصوير إلى بيت سبيرز، حيث توشك حفلة جنس على الانتهاء هناك. تبدأ سبيرز بالغناء وهي جالسة على حافة سرير بينما يبدأ الناس حولها بارتداء الملابس. في نهاية الفيديو تظهر سبيرز ترتدي ملابس ربة منزل وتخرج إلى الفناء الأمامي للمنزل ليلحق بها زوج وولدين أشكالهم محافظة. بينما يسيرون في الممشى، يحيط مصورو المشاهير بهم ولا يعرفون ما يجري وراء الأبواب. بينما يلوح الزوج والأطفال، تبتسم سبيرز للكاميرا وتعطي قبلة في الهواء. ينتهي الفيديو بنشرة الأخبار، حيث تقول المذيعة: «هذا غير منطقي بالمرة، أليس كذلك؟». أدت سبيرز الأغنية في جولة السيرك بطولة بريتني سبيرز، جولة فيم فيتال وجولتها المحلية «بريتني: قطعة مني».

## الوصلات الخارجية
- فيديو كليب "إذا كنت تبحث عن آيمي" على يوتيوب